# Liste liturgischer Bücher
Die Liste liturgischer Bücher führt die verschiedenen Arten und Bezeichnungen liturgischer Bücher auf, die in christlichen Gottesdiensten (Liturgien) verwendet werden.

## Textbücher
- Agende: Verzeichnis des Ablaufs des evangelischen Gottesdienstes mit den verwendeten Texten
- Apostolar: (byzantinisch: ἀπόστολος, »Apostolos«), in den Ostkirchen mit den in der Liturgie zu lesenden Texten aus der Apostelgeschichte und den neutestamentlichen Briefen
- Archieratikon mit den Texten für einen Bischof des byzantinischen Ritus
- Benediktionale mit Segensformeln und ‑texten
- Caeremoniale siehe Zeremoniale
- Book of Common Prayer: Agende der anglikanischen Kirche
- Brevier bzw. Breviarium oder auch Stundenbuch: enthält die Texte des Stundengebetes.
- Diakonikon mit den Texten, insbesondere Litaneien, eines ostkirchlichen Diakons
- Direktorium: enthält Anweisungen für bestimmte Gottesdienstformen (z. B. Direktorium für Kindermessen), im engeren Sinne ist der jährlich erscheinende liturgische Kalender gemeint
- Diurnale: ein Auszug aus dem Brevier für die Horen am Tag
- Epistolar mit den während des Gottesdienstes zu verlesenden Texten aus dem Alten Testament und dem Neuen Testament außerhalb der Evangelien (zusammengefasst: „nichtevangelische Perikopen“)
- Evangeliar: enthält die Volltexte der vier Evangelien, in der heutigen römisch-katholischen Liturgie offizielle Bezeichnung des verwendeten Evangelistars.
- Evangelistar: enthält die in der Messfeier verlesenen Evangelien-Perikopen (Abschnitte aus den Evangelien)
- Euchologion mit den Gebeten für ostkirchliche Priester und Bischöfe
- Hieratikon siehe Liturgikon
- Homiliar: Sammlung von Homilien
- Lektionar: Zusammenstellung der in der heiligen Messe und im Stundengebet beziehungsweise im evangelischen Gottesdienst verlesenen Perikopen (Abschnitte) aus dem Alten und dem Neuen Testament (Epistolar und Evangelistar)
- Liturgikon, Hieratikon: enthält die Ordnung und die Texte der Göttlichen Liturgien
- Martyrologium: Verzeichnis von Märtyrern und anderen Heiligen geordnet nach ihrem Todestag, das Martyrologium Romanum enthält außerdem Angaben über die Herrenfeste (z. B. das Weihnachtsmartyrologium)
- Menäon (Monatsbuch): enthält die gottesdienstlichen Texte, eingeteilt nach Kalendertagen der einzelnen Monate
- Missale (Messbuch): enthält vor allem die priesterlichen Gebete der heiligen Messe und beschreibt die liturgischen Handlungen (Ordinarium und Proprium)
- Ordines: enthalten Anweisungen für den Gottesdienst
- Perikopenbuch enthält Texte aus dem Alten Testament, den Evangelien und den Briefen der Bibel, die der Predigt zur Grundlage dienen
- Pontifikale: enthält die Texte und Beschreibungen der Liturgien, denen ein Bischof vorsteht, das heutige Pontifikale Romanum ist in Faszikel (Teilbände) aufgeteilt
- Praxapostel: enthält Apostelgeschichte und Episteln
- Psalterium: Psalmenbuch, Psalter
- Rituale: enthält Texte und Abläufe für die Sakramente und Sakramentalien, die nicht im Messbuch, dem Pontifikale oder dem Brevier verzeichnet sind; das heutige Rituale Romanum ist in Ritualefaszikel (Teilbände) aufgeteilt; byzantinisches Pendant ist das Euchologion
- Sakramentar: Sammlung priesterlicher Gebete bis zum Erscheinen von Missalien
- Serbulien: liturgische Bücher der serbisch-orthodoxen Kirche des 15. bis 17. Jahrhunderts
- Stundenbuch: enthält die Texte des Stundengebets
- Triodion: enthält die liturgischen Texte der griechisch-orthodoxen Kirche von Septuagesimae bis kurz vor Ostern
- Vesperbuch: Auszug aus dem Stundenbuch, der nur die Vesper enthält (auch als Fassung mit Noten, Vesperale genannt)
- Volksmessbuch: Übersetzung der lateinischen Messtexte in die Volkssprache, die eine bewusstere Mitfeier der Laien ermöglichen sollte
- Zeremoniale: erklärt gottesdienstliche Handlungen (Zeremonien), heute im engeren Sinne Handbücher für die päpstlichen und bischöflichen Zeremonien (Caeremoniale Episcoporum)

## Bücher mit Gesängen
- Antiphonale mit Gesängen und Noten für das Stundengebet
- Cantatorium: mittelalterliches Vorsängerbuch
- Chorbuch: enthält Gesänge für einen Chor
- Gesangbuch: Buch mit Gesängen für den gemeinsamen Gesang im Gottesdienst
- Gotteslob: Gebet- und Gesangbuch der römisch-katholischen Bistümer in Deutschland („Rollenbuch“ der Gemeinde)
- Graduale: Gesangbuch für die Messgesänge des Propriums
- Graduale Romanum: Gesangbuch für gregorianische Messgesänge
- Graduale Simplex: Gesangbuch mit einfacheren Messgesängen für kleinere Kirchen
- Graduale Triplex: Gesangbuch für die Messgesänge mit Neumenhandschriften
- Graduale Novum: kritische Ausgabe gemäß der Liturgiekonstitution des Zweiten Vatikanischen Konzils (2011)
- Hymnar, Liber Hymnarius: enthält Hymnen für die verschiedenen Tagzeiten des Stundengebets
- Kantorale: Gesangbuch für den Vortragenden des Antwortpsalmes und des Rufes vor dem Evangelium
- Kyriale: Auszug aus dem Graduale, der nur die Gesänge des Ordinariums enthält
- Liber Usualis: älteres Gesangbuch für den gregorianischen Gesang der Messe und des Stundengebets
- Nocturnale: Gesangbuch für das Nachtoffizium
- Offertoriale Triplex: enthält die kunstvollen Verse der Offertorien mit Neumen nach den Prinzipien des Graduale Triplex[1]
- Prozessionale: Zusammenstellung der Gebete und Gesänge bei Prozessionen
- Psalter, Psalterium: Buch mit den Psalmen des Stundengebets
- Scholabuch: enthält Gesänge für eine Schola
- Sequentiar: Sammlung von Sequenzen
- Tropar: Sammlung von Tropen bzw. Chor- und Solostücken
- Versicularium[2]
- Vesperale oder Vesperbuch: Auszug aus dem Stundenbuch, der nur die Gesänge und Gebete für das kirchliche Abendlob, die Vesper, enthält

## Geschichte
Die Constitutiones des Abts Wilhelm von Hirsau (um 1090) nennen als liturgische Buchtypen Missale, Offiziale, Evangeliar, Lektionar, Nokturnenlektionar, Antiphonar und Graduale, sodann die Regel (des heiligen Benedikt), ferner Hymnar und Psalter, anschließend das Buch der Propheten, die Paulusbriefe und das Buch Hiob, ferner Glossar, Homeliar, Kollationes und Litaneien, nicht zu vergessen Brevier und Gebräuche, und verlassen den liturgischen Bereich mit der Erwähnung von Pergament, Rolle und Zettel, des Martyrologiums sowie weltlicher Bücher.